# On Graveyard Hill
«On Graveyard Hill» es el primer sencillo del álbum Beneath The Eyrie de la banda de indie rock Pixies, el vídeo oficial se lanzó el 3 de junio de 2019.

## Grabación
Efectos paranormales, bolas de cristal, cartas de tarot, seducción, terror, locura... son algunos de los componentes que acompañan a la canción. El clip musical lo ha dirigido el estadounidense Kii Arens, quien afirma que “Pixies me dio plena libertad artística para hacer lo que deseaba, por algo siempre ha sido una banda original y auténtica”. Además, su originalidad, su autenticidad y su música han sido de gran influencia para muchos grupos de rock como Nirvana, Radiohead o Sonic Youth, entre otros.